# Bang-Bang Club
Bang-Bang Club byl název spojovaný především se skupinou čtyř fotografů činných v oblasti Jižní Afriky v období apartheidu, zejména mezi roky 1990 a 1994, než byl po volbách v roce 1994 zvolen prvním černým prezidentem Jihoafrické republiky Nelson Mandela. Zatímco řada fotografů a fotoreportérů s Bang Bang Clubem pracovala (například James Nachtwey nebo Gary Bernard), byli to především čtyři muži, kteří byli s tímto klubem spojeni: Kevin Carter, Greg Marinovich, Ken Oosterbroek a João Silva.

## Historie
Název "Bang Bang-Club" se zrodil z článku publikovaném v Jihoafrické časopisu Living. Původně se spolek jmenoval Bang Bang Paparazzi, později byl však název změněn na "Club", protože jeho členové cítili, že slovo paparazzi neodpovídá jejich práci. Název pochází z kultury samotné, obyvatelé obce mluví o fotografech "bang-bang" s odkazem na násilí, ke kterému dochází uvnitř jejich komunity, ale doslova "bang-bang" znamená zvuk střelby a je to hovorová forma označující používaná pro konfliktní fotografy.
Dne 18. dubna 1994, během přestřelky mezi Národními mírovými silami a příznivci Afrického národního kongresu v městysu Tokoze, křížová palba Oosterbroeka zabila a vážně zranila Marinoviche. Soudní vyšetřování smrti Oosterbroeka proběhla v roce 1995. Soudce rozhodl, že žádná strana nenese za jeho smrt vinu. V roce 1999 řekl peacekeeper Brian Mkhize Marinovichovi a Silvovi, že věří, že kulka, která zabila Oosterbroek byla jeho.
Carter spáchal sebevraždu v červenci 1994.
V roce 2000 Marinovich a Silva zveřejnili knihu Bang Bang Club, ve které popsali své zkušenosti.

## Ocenění
Dva členové klubu vyhráli Pulitzerovu cenu za fotografii. Greg Marinovich ji vyhrál v roce 1991 za reportáž o smrti Lindsaye Tshabalaly v roce 1990. Kevin Carter ji získal v roce 1994 za fotografii supa, který pronásledoval hladovějící dítě v jižním Súdánu.